# Spy (periodico)
Spy è stata una rivista settimanale di gossip dedicata al mondo dello spettacolo, pubblicata dal 2017 ed edita dalla Arnoldo Mondadori Editore.

## Storia

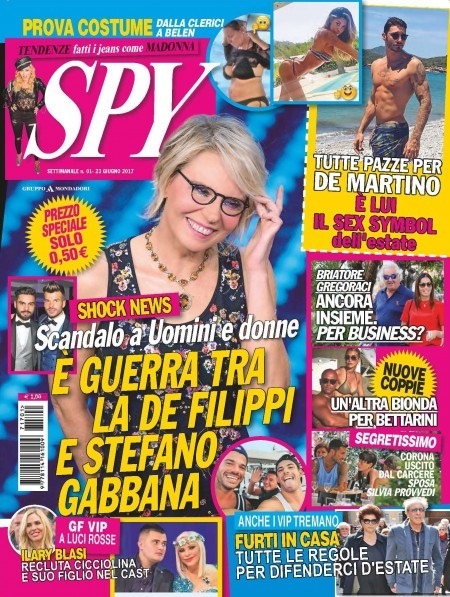
Copertina del primo numero di Spy, giugno 2017

La rivista nasce nel giugno del 2017 da un'idea di Alfonso Signorini, direttore del settimanale di gossip Chi. La rivista si occupa della pubblicazione di notizie e curiosità riguardo alle persone del mondo dello spettacolo. La rivista è stata lanciata con una tiratura complessiva di 2 milioni di copie per i primi quattro numeri. I primi quattro numeri del periodico hanno raggiunto le 300.000 copie vendute per numero nelle prime tre settimane dall'uscita.
Dopo un iniziale successo, le vendite iniziano tuttavia un progressivo declino, arrivando, nel marzo 2020 alle 40.000 copie a settimana. Il 30 marzo 2020 la rivista viene chiusa.

## Contenuti
La rivista era dedicata all'attualità e include rubriche dedicate alla cucina, alla moda, alla bellezza, alla cronaca nera e ai programmi TV. Ogni numero conteneva quattro o cinque interviste e, da luglio 2018, anche rubriche dedicate all'economia domestica, ai consigli sulla previdenza e le pensioni, agli approfondimenti medici e alla cura delle piante.

## Direttori
- Massimo Borgnis (2017-2020)